# 大福克斯鎮區 (明尼蘇達州波爾克縣)
大福克斯鎮區（英語：Grand Forks Township）是位於美國明尼蘇達州波爾克縣的一個行政鎮區，於1880年設立。

## 地方資料
大福克斯鎮區的面積為36.06平方千米，當中陸地面積為35.78平方千米，而水域面積為0.28平方千米。根據2020年美國人口普查的數據，當地共有人口195人，而人口密度為每平方千米5.41人。